# Daniel David (homme politique)
Daniel-Ovidiu David, né le 23 novembre 1972 à Satu Mare, est un psychologue et homme politique roumain.
Il est nommé ministre de l'Éducation de Roumanie le 23 décembre 2024.